# Plaza de Zorrilla

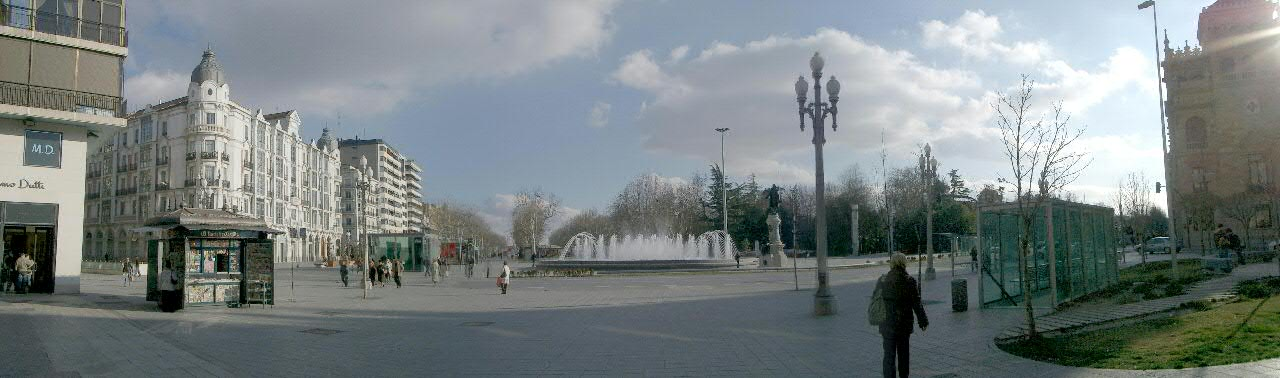
Vista desde la calle Santiago

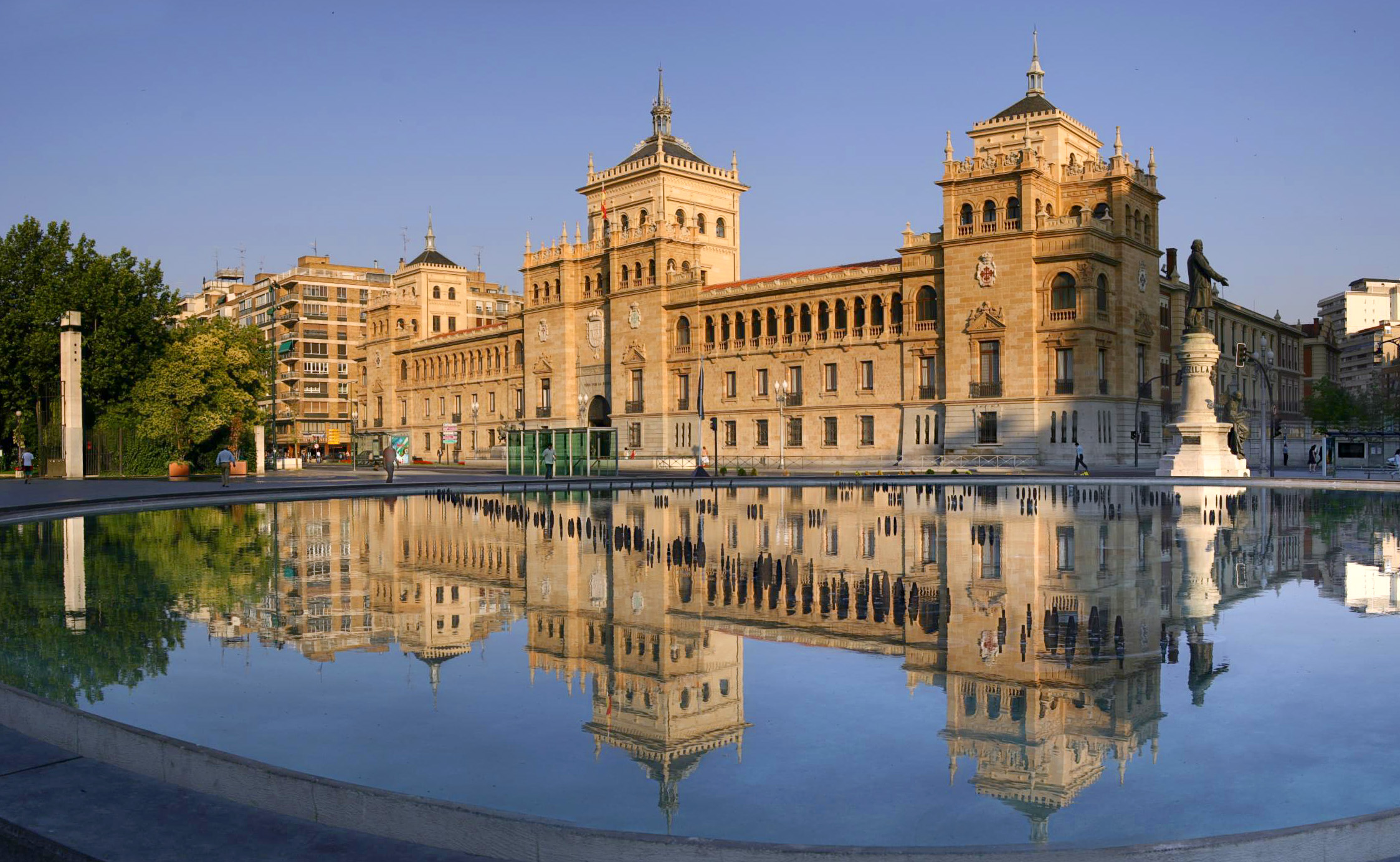
La Plaza Zorrilla, con la Academia de Caballería de Valladolid al fondo, la entrada al Campo Grande a la izquierda y la fuente y la estatua de Zorrilla en primer plano

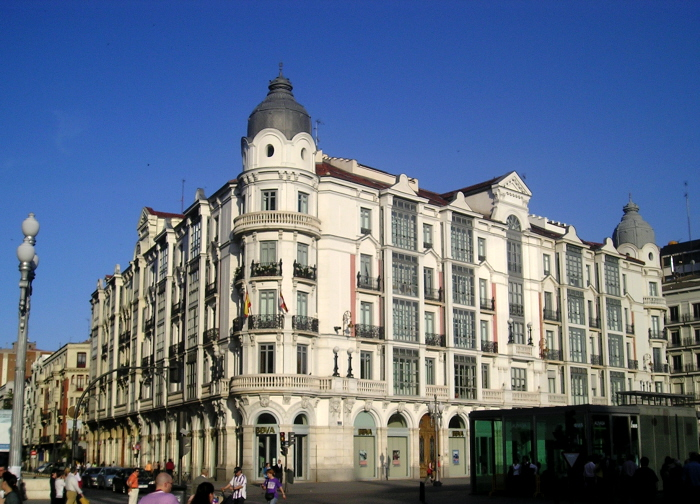
Fachada de la casa Mantilla hacia las calles Miguel Íscar (izquierda) y acera de Recoletos (derecha)

La plaza de Zorrilla es una céntrica plaza de la ciudad de Valladolid que constituye el punto de partida de una de las principales arterias de la ciudad: el paseo Zorrilla. Además en la plaza confluyen otras cuatro de las principales y más importantes calles de Valladolid: la calle de Santiago, la calle Miguel Íscar, la acera de Recoletos y la calle de María de Molina. Desde la plaza de Zorrilla se accede al parque del Campo Grande y en ella se encuentran situadas la Academia de Caballería y la Casa Mantilla. La plaza tiene una superficie de 6410,9 m² y una longitud de 93,89 m.

## Historia
Durante siglos, la plaza de Zorrilla fue denominada Puerta del Campo y abarcaba además de la actual plaza, casi la totalidad del Campo Grande. El nombre de Puerta del Campo hace referencia a una puerta que estuvo situada en la confluencia de las calles de Santiago y de Claudio Moyano siendo una de las que limitó la ciudad por su lado sur, desde finales del siglo XIII hasta el primer tercio del siglo XVII.
En el terreno situado ante la Puerta del Campo se desarrolló una variada actividad. Durante la Edad Media se desarrollaron duelos de honor y las exhibiciones militares y también contempló episodios bélicos como el que tuvo lugar en 1464 cuando el merino mayor de Valladolid, Alonso Niño, defendió a favor de Enrique IV de Castilla, «la puerta e torre de la Puerta del Campo».
Constituyó, así mismo, un espacio habitual para paseos, diversiones y juegos. Tenían lugar también en este lugar las ejecuciones de los reos de la Inquisición, de la justicia militar y de la ordinaria.

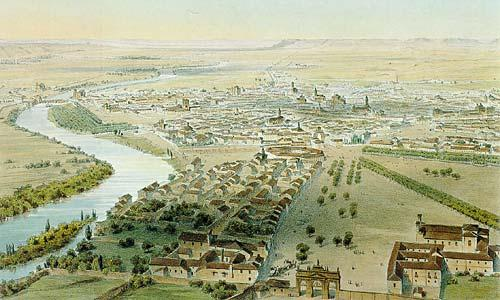
Valladolid en el. Se observan varias hileras de árboles que delimitarían en un futuro lo que hoy es el parque del Campo Grande y en uno de sus extremos la plaza de Zorrilla frente a la antigua Academia de Caballería, el octógono

Entre 1787 y 1788, según el proyecto del arquitecto neoclásico Francisco Valzanía, se trazaron varias calles con hileras de olmos que recorrían el perímetro del Campo Grande y la acera de Recoletos confluyendo en dos plazas circulares, coincidiendo la menor de ellas, casi con total exactitud, con la actual extensión de la plaza de Zorrilla.[cita requerida]
A la muerte de José Zorrilla, el 23 de enero de 1893, el ayuntamiento puso su nombre a la llamada Acera de Sancti Spiritus, que obtuvo su denominación actual; Paseo de Zorrilla. Poco tiempo después, en agosto de 1894 varios ediles plantearon la necesidad de hacer una plaza, entre el final de la calle de Santiago y el comienzo de los paseos del Campo Grande, elaborándose un proyecto para la construcción de la actual plaza de Zorrilla y el arreglo del paseo que parte de la plaza.
La plaza ha sufrido importantes modificaciones en los últimos años. En marzo de 1999 se instaló una fuente cibernética sobre un estanque de unos 1000 m³, y fue equipada con 704 focos de luz blanca, 420 surtidores de agua y 800 m² de zona ajardinada. En dicha fuente se integró un reloj de agua con control automatizado. 
Esta fuente tuvo que ser trasladada y modificada con la última reforma de la plaza, entre agosto de 2003 y septiembre de 2004, que supuso la construcción de un aparcamiento subterráneo de tres plantas con capacidad para 460 vehículos. 
Para su construcción fue necesario el desmontaje del monumento a José Zorrilla que preside la plaza. La parte inferior del memorial que representa a la poesía y que es conocida como la musa se mantuvo en su ubicación original, puesto que su traslado era más complicado. Con la finalización de las obras, la estatua del poeta volvió a su pedestal, aunque su ubicación se modificó y fue colocada a unos metros de distancia la nueva fuente.

## Edificios

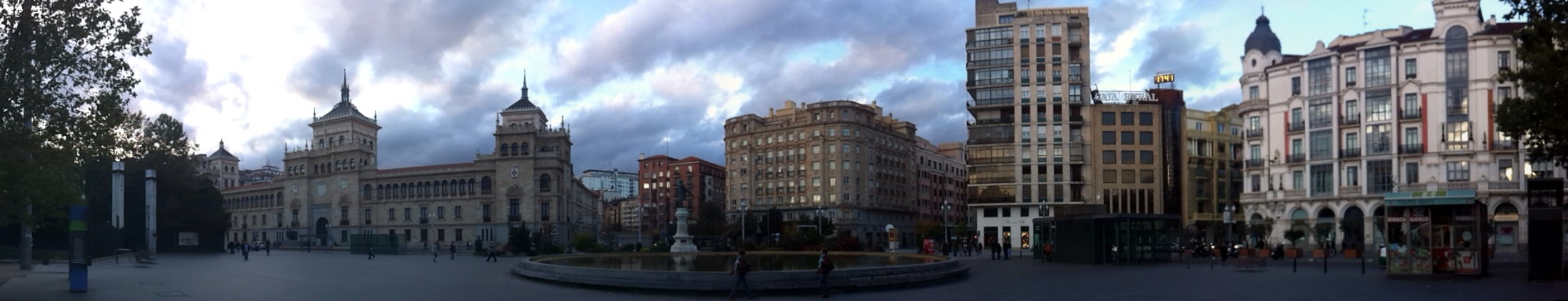
Panorámica de la plaza de Zorrilla al anochecer

En uno de los extremos de la plaza se hallaba el Hospital de la Resurrección, que inspiró algunos relatos cervantinos como El coloquio de los perros, y que estuvo en funcionamiento desde el momento de su fundación a mediados del siglo XVI hasta 1881, fecha en la que el Ayuntamiento lo declaró inútil para el servicio público.

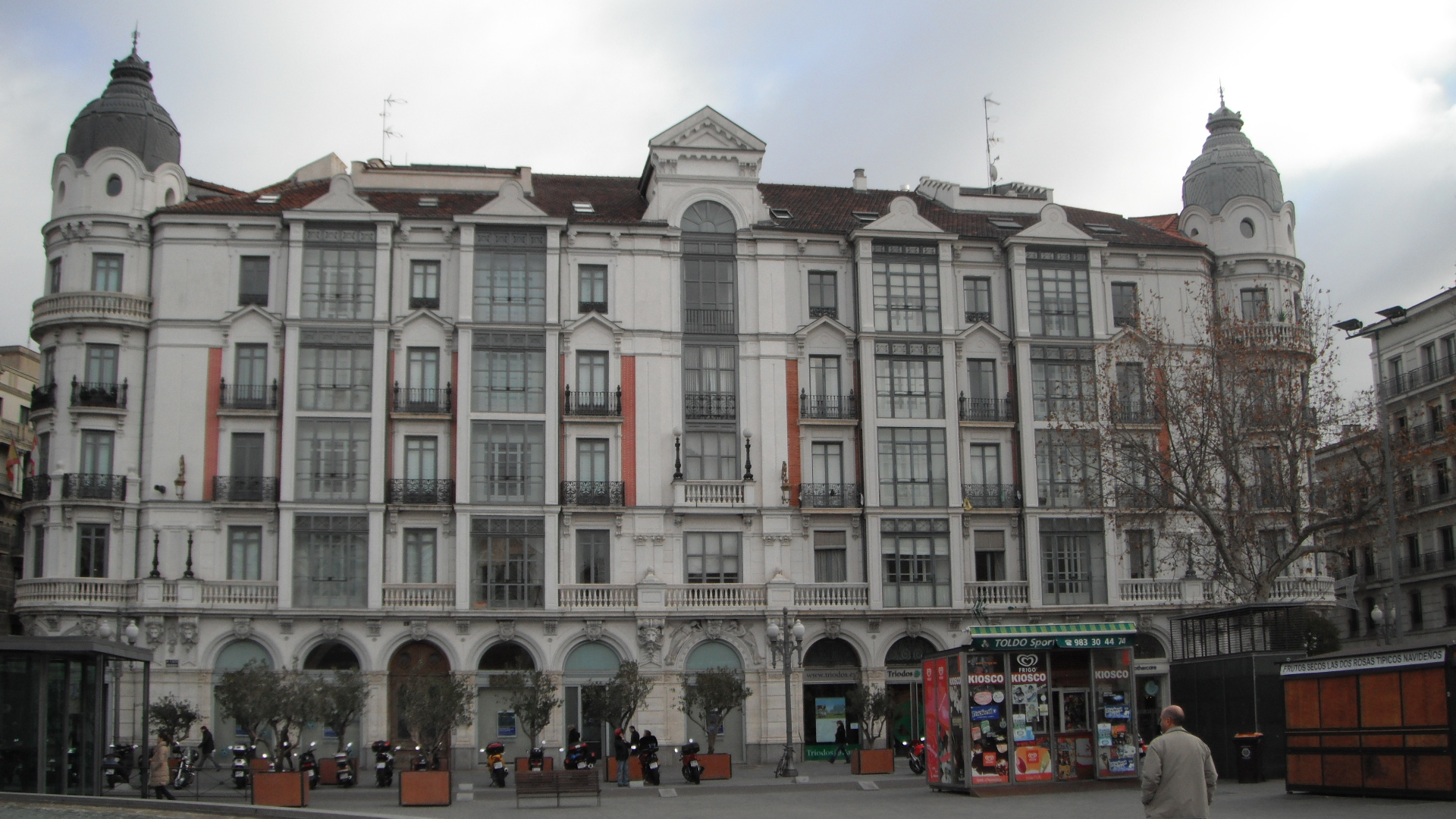
Fachada de la casa Mantilla desde la plaza de Zorrilla con el comienzo de las calles Miguel Íscar (izquierda) y Mantilla (derecha)

En ese momento Fidel Fernández Recio Mantilla adquirió el solar para la edificación de la Casa Mantilla se en el año 1891 por el arquitecto Julio Saracíbar. La casa Mantilla ocupando la manzana delimitada por las calles Miguel Íscar, Marina Escobar, Mantilla y acera de Recoletos. En el antiguo Campo de la Feria, donde en la feria de San Miguel se realizaba la venta de ganado se instaló el edificio de la Academia de Caballería de Valladolid con el nombre de Colegio Militar de Caballería. El primer edificio de la Academia fue construido entre los años 1841 y 1851, tenía forma octogonal, por lo que se conoció como El Octógono, y su distribución interna estaba hecha a base de celdas. Este edificio fue destruido por un incendio, en 1915. Sobre sus cenizas se levantó otro, siguiendo las tendencias del momento, monumentalistas, regionalistas y de gusto historicista

Con fachada a la calle de Santiago, la plaza de Zorrilla y la calle de María de Molina se sitúa el edificio de Caja Duero. En el año 1946 la que entonces fuera Caja de Ahorros y Monte de Piedad de Salamanca solicitó licencia para la construcción de un edificio en el solar de su propiedad según planos del arquitecto Manuel López Fernández, inaugurándose en 1952.

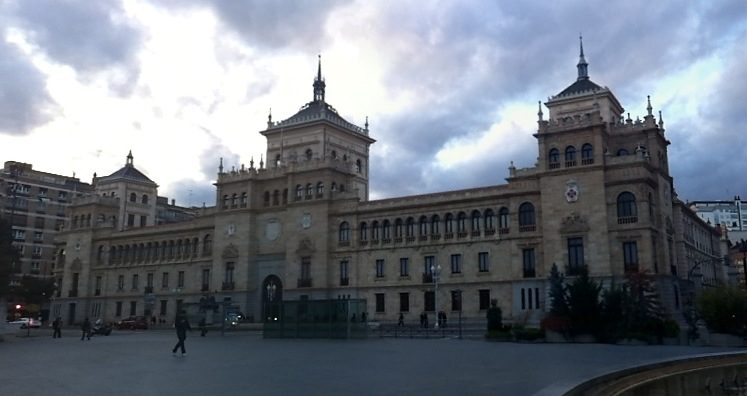
La Academia de Caballería desde la plaza de Zorrilla

Se organiza la planta en forma de U, se ajustó a un estilo acorde a la época, intentando no causar ruptura con la Casa Mantilla ya existente en la plaza. Esta, sin embargo, no es una manzana exenta, y los espacios se disponen hacia la fachada y al patio interior. El alzado se organiza en tres partes, con planta baja cubierta de granito, las plantas superiores con pilastras jónicas de orden gigante, y el remate con la planta quinta y los áticos. Abundan los elementos clasicistas en los portales y las balaustradas, entre otras zonas del edificio.
En 1953 se construyó delante del edificio un pequeño jardín con bancos de piedra y un reloj de sol, hoy desaparecido, donde actualmente se sitúa una pequeña fuente cilíndrica de hierro.
Haciendo esquina entre la calle de Santiago y de Miguel Íscar se levanta otro inmueble de muy distinta construcción, construido en 1957.
Un edificio a destacar en la plaza fue el desaparecido Teatro Pradera. En un primer momento se instaló en 1905 una caseta de madera: el Cinematógrafo Pradera, que popularmente conocido como la barraca Pradera. En 1909 los empresarios solicitaron al Ayuntamiento la cesión de un terreno en el Campo Grande para la construcción de un edificio permanente del que en la actualidad no quedan restos.

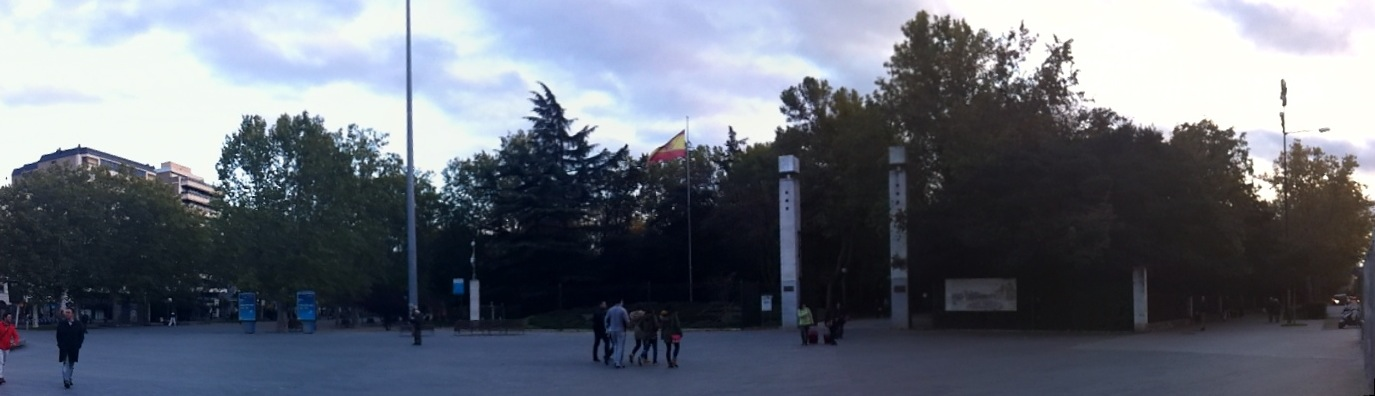
Panorámica de la plaza de Zorrilla al anochecer, al fondo el parque del Campo Grande